# 崔南均
崔 南均（チェ・ナムギュン、朝鮮語: 최남균）は、朝鮮民主主義人民共和国の政治家。収買糧政相、朝鮮サッカー協会委員長などを歴任した。

## 経歴
出生地や生年月日は不明。2001年12月に収買糧政相に任命され、2002年4月には最高人民会議第10期代議員に補選された。2003年8月には最高人民会議第11期代議員に選出され、9月3日に開催された最高人民会議第11期第1回会議で収買糧政相に再任された。
2006年9月には2006 FIFA U-20女子世界選手権で優勝した北朝鮮代表を、朝鮮サッカー協会委員長として出迎えた。
2008年に収買糧政相を解任された。

## 参考サイト
- 북한정보포털

| 先代林景万 | 朝鮮サッカー協会委員長2006年 - 不明 | 次代 |

| 先代白昌龍 | 収買糧政相2001年 - 2008年 | 次代文応朝 |